# Расхитительница гробниц: Легенда Лары Крофт
«Расхитительница гробниц: Легенда Лары Крофт» (англ. Tomb Raider: The Legend of Lara Croft) — анимационный сериал, основанный на серии игр Tomb Raider. Сериал создан по заказу потокового сервиса Netflix.
Исполнительным продюсером сериала выступила Таша Хуо.
Первый сезон вышел 10 октября 2024 года. Сериал продлён на 2 сезон.

## Синопсис
Действие сериала происходит сразу после окончания игры Shadow of the Tomb Raider.

## Актеры озвучки

### Главные герои
- Хейли Этвелл — Лара Крофт
- Аллен Мальдонадо — Зип, друг Лары и технический эксперт
- Эрл Бейлон — Джона Майава, друг Лары

### Герои второго плана
- Ричард Армитидж — Чарльз Девро, наемник
- Зои Бойл — Камилла Рот, подруга детства Лары
- Нолан Норт — Конрад Рот, наставник Лары

### Гостевые роли
- Минг-На Вен — Ева Тонг
- Карен Фукухара — Сэм Нишимура

## Список эпизодов

### Сезон 1 (2024)
| № | Название                                                    | Режиссёр      | Автор сценария               | Дата премьеры   |
| - | ----------------------------------------------------------- | ------------- | ---------------------------- | --------------- |
| 1 | «Один шаг» «A Single Step»                                  | Кэсси Урбан   | Таша Хуо                     | 10 октября 2024 |
| 2 | «Набор согласованной лжи» «A Set of Lies Agreed Upon»       | Жизель Россер | Таша Хуо                     | 10 октября 2024 |
| 3 | «Жизнь в полночь» «Living Midnight»                         | Кэсси Урбан   | Таша Хуо                     | 10 октября 2024 |
| 4 | «Большая ложь, маленькие секреты» «Big Lies, Small Secrets» | Жизель Россер | Таша Хуо и Трой Дейнджерфилд | 10 октября 2024 |
| 5 | «Родство» «Whanaungatanga»                                  | Кэсси Урбан   | Шакира Прессли               | 10 октября 2024 |
| 6 | «Путь духов» «The Spirit Way»                               | Жизель Россер | Шакира Прессли               | 10 октября 2024 |
| 7 | «Инь и ян» «Yinyang»                                        | Кэсси Урбан   | Таша Хуо                     | 10 октября 2024 |
| 8 | «Путешествие в тысячу миль» «A Journey of a Thousand Miles» | Жизель Россер | Таша Хуо                     | 10 октября 2024 |